# 競馬太刀
競馬太刀（けいばたち、くらべうまのたち）とは、日本の古式競馬において用いられた、太刀を模した木製の模擬刀である。

## 概要
日本の古式競馬（くらべうま）において用いられる、尻鞘（尻毛鞘）を掛けた毛抜形太刀を模して作られた木製の太刀拵（木太刀）で、太刀を模した模擬刀だが、鞘と柄が一体となった形で、刀身はなく、「刀を抜く」ことはできない。尻鞘の部分も木で形取られて作られており、足緒と手貫緒以外は全て木製で、漆を掛けて仕上げられている。
現代に残る遺物から見るに、鞘部分は黒漆掛け、柄部分は黒漆掛けに朱漆で部分〃に飾り塗りとし、尻鞘は朱漆に黒漆で虎紋や豹紋を描いたものが標準の様式であったと見られる。
現在でも同様のものが京都上賀茂神社で毎年5月5日に行われる競馬会神事（賀茂競馬）においては用いられており、黒漆塗鞘の毛抜形太刀を模したものに、毛皮を模した紋様に染め抜かれた鞘掛を被せたものが使われている。

## 歴史
競馬（くらべうま）に際し、実際の刀剣ではなく木太刀を使うようになった経緯は詳しくは明らかになっていないが、競馬というものが行われるようになった当初は実際の太刀をそのまま佩いて行っていたが、諸々の危険防止の観点から真剣を使うことを避けるようになり、それに従って考案されたと考えられており、また、寺社に奉納された刀剣、特に太刀には実物ではなくそれを模した木製のもの（「進物太刀（しんもつのたち）」「奉納太刀」ほうのうのたち）」と呼ばれる）が多数あることから、神前行事としての「競馬神事」の一環としてそれらと同じ木製の太刀を用いたとも考えられている。
現代に残る遺物は室町時代から江戸時代にかけてのもので、競馬は奈良時代には既に行われており、平安時代には盛んに行われていたことが各種の記録から伝わっているが、競馬太刀がいつ頃から使われていたかについては確定していない。宮中武官が競馬の際に用いるものであった、との説もあるが、確たるものとしては判明していない。
上述のように現代でも競馬会神事に実際に用いられている他、往時のものが少数ではあるが寺社や博物館に所蔵されている。

## その他
広島の厳島神社に毛利輝元が寄進した異形の大小拵（「漆絵大小拵（陣刀）」重要文化財）は「競馬太刀」とも呼ばれており、大小共に鞘は金箔を張った上に黒漆で龍を描き、更にその上から透き漆を掛けて白檀塗としたもので、鞘尻を大きく張らせた（鞘の先に行くに従って幅広とした）大振りの鞘に大きく反った柄を持ち、通常の打刀拵とは逆に刃の側が下になる状態で飾ることが指表となる独特の様式である。
ただし、木太刀ではなくあくまで真剣の拵であり、拵の形式も太刀拵の様式ではなく、いわゆる競馬太刀とは異なる。兵仗（武用）のものではなく、「陣刀」の名の通り、毛利家において陣中で儀礼用に使われていたと見られ、競馬（くらべうま）で用いられていたものではないと考えられるが、拵の形状とも相まって、その姿は競馬太刀と類似しているためか、“競馬太刀”と通称される。
安土桃山時代に行した「桃山拵（ももやまこしらえ）」と呼ばれる華美な刀剣拵の中には同様に鞘尻を大きく張らせた太刀拵や打刀拵を見ることができ、少数が現代に伝わっている。